# Syrphus opinator
Syrphus opinator är en tvåvingeart som beskrevs av Osten Sacken 1877. Syrphus opinator ingår i släktet solblomflugor, och familjen blomflugor. Inga underarter finns listade i Catalogue of Life.